# Psyttalia danumicus
Psyttalia danumicus är en stekelart som beskrevs av Fischer 2000. Psyttalia danumicus ingår i släktet Psyttalia och familjen bracksteklar. Inga underarter finns listade i Catalogue of Life.